# The Sensational Skydrunk Heartbeat Orchestra
The Sensational Skydrunk Heartbeat Orchestra est un groupe musical allemand, originaire d'Aichach, en Bavière, près d'Augsbourg. Outre le ska, les morceaux du groupe comprennent des influences rock, pop, hip-hop, funk, polka et reggae. 

## Histoire
Neuf musiciens d'Aichach forment The Sensational Skydrunk Heartbeat Orchestra le 6 février 2005 et peu de temps après, l'orchestre enregistre son premier EP 'Having A Pretty Long Band Name We Decided to Take A Short One for this EP But Damn! It Didn't Work Out. Après de nombreux shows live, notamment au Rototom Sunsplash Festival à Udine, le groupe enregistre son premier single Don't Worry, Be Happy.
En 2009, l'album Grown sort sous le label Rookie Records avec le single Feet They Hardly Touch the Ground. Avec ce single, le groupe réussit à obtenir de l'airplay sur des stations comme Bayern 3, FM4, egoFM et on3. La même année, le groupe joue également sur la scène principale du Passauer Pfingst Open Air. En 2010, le groupe fait la première partie du Taubertal-Festival.
En 2011, le deuxième album studio Hinterland sort et une première tournée en Allemagne (Hanovre, Cologne, Potsdam, Dresde, Hambourg, Nuremberg) a lieu. Plus de 40 concerts sont donnés cette année-là, notamment lors de la manifestation anti-nucléaire sur l'Odeonsplatz à Munich, qui rassemble plus de 30 000 spectateurs. L'année suivante, après avoir joué dans différents festivals, dont le Tollwood à Munich, l'EP Tainted Love est présenté à la fin de l'été 2012. 
Après de nombreux concerts en 2013, comme par exemple au Modular Festival d'Augsbourg, le Sensational Skydrunk Heartbeat Orchestra se consacre depuis début 2014 à son troisième album, enregistré dans les Klangwasser Studios. En août, quelques-unes des chansons du nouvel album sont présentées au Stereowald Festival. En septembre, les sessions d'enregistrement en studio suivent. L'année se termine par deux représentations au festival Tollwood à Munich et par un événement Ska-Xmas avec Skaos à la discothèque Musikkantine dans la caserne Reese à Augsbourg. Le 13 janvier 2017, le troisième album King and Queen sort sur le label discographique indépendant Milky Hilly Music. Il est présenté au club de jeunes ZOOM à Schrobenhausen.
Par la suite, le groupe joue dans des festivals comme le Modular Festival à Augsbourg,, le Noisehausen Festival à Schrobenhausen et le Digitalanalog Festival à Munich. Parallèlement à de nombreux concerts, comme lors d'une tournée en Saxe avec le groupe ami Yellow Umbrella, le groupe travaille sur son quatrième album Colours, qui sort en 2019,, et est présenté, entre autres, en tête d'affiche au Stereostrand Festival à Aichach,. Le point culminant de l'année 2023, au cours de laquelle le groupe fête ses 18 ans, est la représentation à la fête de la musique de Blumenthal au château de Blumenthal (Aichach), où ils présentent des chansons spécialement arrangées avec l'orchestre symphonique Camerata Vitilo,. 

## Discographie

### Albums studio
- 2009 : Grown (CD, Rookie Records)
- 2011 : Hinterland (CD, Rookie Records)
- 2017 : King & Queen (CD, Milky Hilly Music)
- 2019 : Colours (CD, vinyle, Milky Hilly Music)

### EP et singles
- 2006 : Having A Pretty Long Band Name We Decided to Take A Short One for this EP But Damn! It Didn't Work Out
- 2008 : Don't Worry Be Happy (Sameway Records)
- 2010 : Feet They Hardly Touch The Ground (CD, Rookie Records)
- 2012 : Tainted Love (vinyle, Rookie Records)

### Apparitions sur des samplers
- 2009 : Rookie Pearls #1 (CD, Rookie Records)
- 2013 : Rookie Pearls #3 (CD, Rookie Records)
- 2014 : Sound of the Suburbs (CD, MMP Mute Music Publishing)